# Vincent van der Vinne
Ne doit pas être confondu avec Vincent Jansz van der Vinne.
Vincent Laurensz. van der Vinne, né à Haarlem le 11 octobre 1628 et mort dans la même ville le 28 juillet 1702, est un peintre de l'Âge d'or de la peinture néerlandaise.  Il a été doyen de la communauté mennonite de Haarlem.

## Biographie
En 1647, Vincent van der Vinne est apprenti dans l'atelier de Frans Hals pendant neuf mois. Il est admis à la guilde de Saint-Luc de Haarlem en 1649. En 1652, il entreprend un voyage à travers l'Allemagne avec ses confrères Guillam Dubois, Dirk Helmbreker, Joost Boelen et Cornelis Bega. Ils se rendent à Cologne où ils rencontrent Abraham Kuyper, Heidelberg et Francfort. Selon son carnet de voyage, qui nous est parvenu, tandis que deux de ses compagnons regagnent la Hollande, il poursuit son périple par la Suisse, où il séjourne à Genève d'avril 1653 à septembre 1654, puis traverse la France, où il séjourne à Lyon puis à Paris, avant de s'embarquer au Havre pour rejoindre Haarlem en septembre 1655.
Marié avec Anneke Jansdr de Gaver l'année suivante, il a quatre enfants, dont trois fils peintres, Laurens Vincentsz. van der Vinne (1658-1729), spécialiste de la peinture de fleurs, Jan Vincentsz. van der Vinne (1663-1721), et Isaac Vincentsz. van der Vinne (1665-1740). En 1668, après la mort d'Anneke, il se remarie avec Catalijntje Boeckaert. En 1689, il devient doyen de la communauté mennonite de Haarlem.

## Œuvre
- Vanité avec une couronne royale et le portrait de Charles Ier d'Angleterre, décapité en 1649,95 × 69 cm, Musée du Louvre, Paris[3]